# Halové mistrovství Evropy v atletice 2009 – běh na 60 metrů mužů
Běh na 60 metrů mužů na halovém mistrovství Evropy v atletice 2009 se konalo v italském Turíně ve dnech 6. března a 8. března 2009; dějištěm soutěže byla hala Oval Lingotto. Ve finálovém běhu zvítězil reprezentant Velké Británie Dwain Chambers.
Z účastníků šampionátu zřejmě největší kontroverze v médiích i mezi atletickými činovníky vyvolával Dwain Chambers navrátivší se k závodění po dvouletém zákazu startu za prokázaný doping, neboť den po skončení mistrovství se očekávalo vydání knihy, v níž Chambers podrobně popisuje svou historii užívání nepovolených podpůrných prostředků. Po sportovní stránce Chambers prošel soutěží v Turíně jako jasný favorit, když v semifinále časem 6,42 vylepšil evropský rekord, ustavil nový rekord HME a za světovým halovým rekordem Maurice Greena z Madridu 1998 zaostal pouze o tři setiny sekundy; Chambersův výkon, o tři setiny sekundy lepší stávajícího evropského halového rekordu Ronalda Pognona z mítinku v Karlsruhe 2005, se zařadil na třetí místo historických halových tabulek.
Libor Žilka nepostoupil z rozběhu, když obsadil ve svém běhu časem 6,81 páté místo; v celkovém pořadí se tak podělil o 25. místo ze 34 startujících. Na postup do semifinále bylo zapotřebí výkonu alespoň 6,71.

## Výsledky finálového běhu
| *                | jméno                | země           | čas     |
| ---------------- | -------------------- | -------------- | ------- |
| Zlatá medaile    | Dwain Chambers       | Velká Británie | 6,46    |
| Stříbrná medaile | Fabio Cerutti        | Itálie         | 6,56    |
| Bronzová medaile | Emanuele Di Gregorio | Itálie         | 6,56 PB |
| 4.               | Simeon Williamson    | Velká Británie | 6,57    |
| 5.               | Craig Pickering      | Velká Británie | 6,61    |
| 6.               | Dariusz Kuć          | Polsko         | 6,62    |
| 7.               | Ramil Gulijev        | Ázerbájdžán    | 6,67    |
| 8.               | Ryan Moseley         | Rakousko       | 6,69    |